# Harvey J. Graff
Harvey J. Graff (nascido em 19 de junho de 1949) é um historiador social comparativo, bem como professor de inglês e história na Ohio State University. Seus escritos sobre a história da alfabetização foram publicados em oito países e ele é reconhecido internacionalmente por suas contribuições para estudos urbanos e história urbana. Alguns de seus trabalhos mais notáveis incluem dois livros intitulados O Mito da Alfabetização e Caminhos Conflitantes: Crescendo na América.

## Carreira
Harvey J. Graff recebeu o grau de Bacharel em Artes pela Northwestern University em 1970, seguido pelo Mestrado em Artes da Universidade de Toronto em 1971, e finalmente seu Doutor em Filosofia, também pela Universidade de Toronto em 1975.
Antes de ir para sua residência atual na Ohio State University em 2004, Graff lecionou na Universidade do Texas em Dallas de 1975-1998 e na Universidade do Texas em San Antonio de 1998 a 2004. Ele foi um forte propositor de métodos quantitativos de ciências sociais na história. Ele foi eleito o presidente da Associação de História da Ciência Social (1999-2000). Em seu discurso presidencial, Graff argumentou que os historiadores tradicionais haviam contra-atacado com sucesso contra a quantificação e as inovações da "nova história social":
O caso contra o novo misturou e confundiu uma longa lista de ingredientes, incluindo os seguintes: a suposta perda de identidade e humanidade da história na mancha da ciência social, o medo de subordinar qualidade à quantidade, falácias conceituais e técnicas, violação do caráter literário e base biográfica da “boa” história (preocupação retórica e estética), perda de audiências, derrogação da história enraizada em “grandes homens” e “grandes eventos”, banalização em geral, uma miscelânea de objeções ideológicas de todas as direções, e o medo de que os novos historiadores colhessem fundos de pesquisa que, de outra forma, poderiam atrair seus detratores. Para os defensores da história como eles a conheciam, a disciplina estava em crise e a busca pelo novo era uma causa importante.

## Livros

### O Mito da Alfabetização
Escrito em 1979, este livro estuda os educadores do século XIX que apoiaram o "mito da alfabetização", como Graff o chama, que é a suposição de que a alfabetização se traduz em sucesso econômico, social e cultural. Graff sugere que esse mito vê a alfabetização como uma necessidade para o sucesso e um meio para um fim econômico, social ou político. Sua pesquisa contradiz isso, sugerindo “que as conexões entre escolaridade e mobilidade social não são naturais”. Ele prossegue dizendo que a realidade contradiz premissas inatas que correlacionam alfabetização e sucesso.

### Caminhos Conflitantes: Crescendo na América
A suposição tem sido feita tanto por acadêmicos quanto pela população em geral “que as crianças seguiram nos caminhos traçados para eles pelos adultos, e a possibilidade de que eles desenvolveram suas próprias reações e comportamentos no curso de sua maturação foi ignorada”. Basicamente, enquanto os cientistas sociais estão familiarizados com o comportamento normativo, pouco se sabe sobre o comportamento real das crianças à medida que amadurecem. Caminhos conflitantes examina mais de quinhentas narrativas que datam de 1750 a 1920 para tentar seguir o processo atual de crescimento na América e, se tiver, como ele mudou ao longo do tempo, bem como os efeitos de fatores como classe, gênero e etnia .

### Conhecimento indisciplinado: interdisciplinaridade no século XX
Publicado pela Johns Hopkins University Press em 2015. De acordo com a descrição fornecida no Google Livros : "A interdisciplinaridade - ou as inter-relações entre campos distintos, disciplinas ou ramos de conhecimento em busca de novas respostas para problemas prementes - é um dos tópicos mais contestados no ensino superior hoje. Alguns veem isso como uma maneira de quebrar os silos dos departamentos acadêmicos e fomentar o intercâmbio criativo, enquanto outros o vêem como uma força destrutiva que diminuirá a qualidade acadêmica e destruirá a universidade como a conhecemos. Graff apresenta aos leitores a primeira história comparativa e crítica de iniciativas interdisciplinares na universidade moderna. Organizado cronologicamente, o livro conta a história envolvente de como vários campos acadêmicos abraçaram e lutaram contra esforços para compartilhar conhecimento com outros acadêmicos. É uma história de mitos, exageros e mal-entendidos, por todos os lados ".

## Prêmios
Em 2001, ele foi apresentado ao Doutor em Filosofia honoris causa pela Universidade de Linköping, na Suécia, por suas contribuições para a bolsa de estudos. Graff também recebeu prêmios da American Antiquarian Society, do American Council of Learned Societies, da Central Mortgage and Housing Corporation, da National Endowment for the Humanities, da National Science Foundation, da Newberry Library, da Spencer Foundation, do Swedish Institute, do Texas Committee for the Humanities. a Fundação Woodrow Wilson .